# 麼底站
麼底站（英語：Mortdale Station）是雪梨城市鐵路的東郊及伊拉瓦拉線的一個沿線車站，它服務悉尼的的一個住宅區和輕工業區的麼底。它有一個島形月台，而北面的交替路軌使列車能在任何月台上停下，並前往麼底維修中心。即使車站標示兩個月台都是用作兩個方向，但這都只是作為緊急用途。

## 歷史
麼底站在1897年3月20日開幕。

## 月台服務
大部份時間每小時會在2班列車，星期一至五的繁忙時間會加設班次。

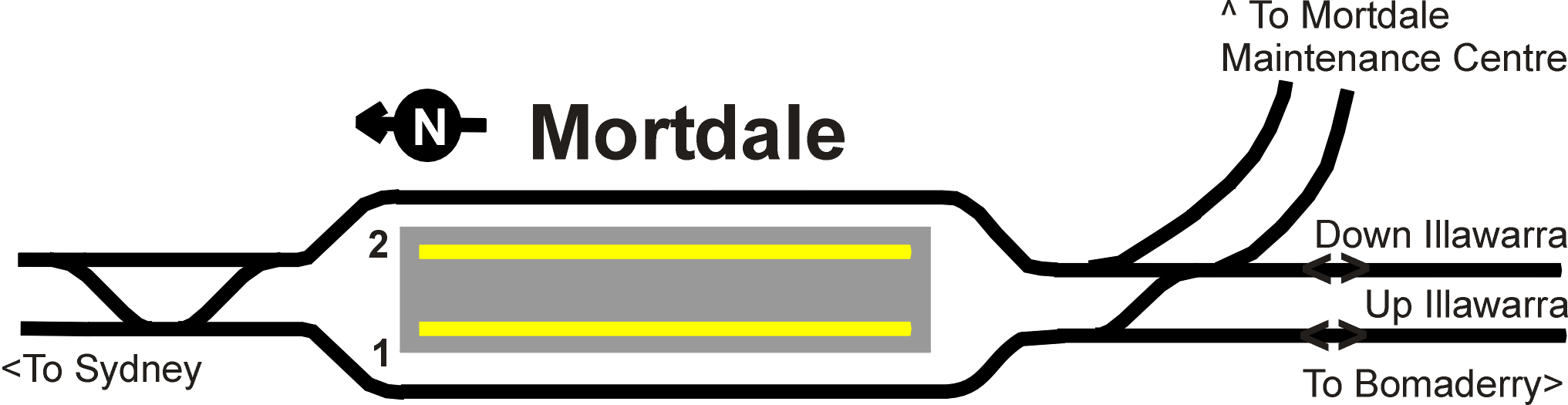
麼底站路軌圖。

1號月台
- 東郊及伊拉瓦拉線 — 往邦迪聯運。

2號月台
- 東郊及伊拉瓦拉線 — 往瀑布。

### 傷殘人士設施
該站的行人天橋設有傷殘人士設施，在2007年已經建成兩個升降機；一個來往月台和大堂，一個來往大堂至路面。

## 外部連結
| 往都會區 | 往都會區 | 路線             | 往外城 | 往外城 |
| 筆林     | ←        | 東郊及伊拉瓦拉線 | →      | 奧特利 |

1. ↑  Bureau of Transport Statistics.  (PDF). Transport NSW.   [12 July 2018]. （原始内容存档 (PDF)于2018-06-10）.
2. ↑  . City Rail.   [28 June 2009]. （原始内容存档于2010-12-17）.